# Liste der Naturdenkmale in Löchgau
| Naturdenkmale | Anzahl |
| ------------- | ------ |
| FND           | 6      |
| END           | 5      |
| Gesamt        | 11     |

Die Liste der Naturdenkmale in Löchgau nennt die verordneten Naturdenkmale (ND) der im baden-württembergischen Landkreis Ludwigsburg liegenden Gemeinde Löchgau. In Löchgau gibt es insgesamt elf als Naturdenkmal geschützte Objekte, davon sechs flächenhafte Naturdenkmale (FND) und fünf Einzelgebilde-Naturdenkmale (END).
Stand: 31. Oktober 2016.

## Flächenhafte Naturdenkmale (FND)
| Name                            | Bild | Kennung     | Einzelheiten | Position | Fläche Hektar | Datum        |
| ------------------------------- | ---- | ----------- | ------------ | -------- | ------------- | ------------ |
| Feuchtgebiet im „Kühlingsgrund“ | BW   | 81180470003 | Löchgau      | ⊙        | 0,1           | 7. Juli 1989 |
| Feuchtgebiet Rosserttümpel      | BW   | 81180470009 | Löchgau      | ⊙        | 0,3           | 7. Juli 1989 |
| Hecke am Besigheimer Weg        | BW   | 81180470002 | Löchgau      | ⊙        | 0,1           | 7. Juli 1989 |
| Hohlweg Landes Greut            | BW   | 81180470005 | Löchgau      | ⊙        | 0,5           | 7. Juli 1989 |
| Wasserfall des Steinbach        | BW   | 81180470011 | Löchgau      | ⊙        | 0,0           | 2. Apr. 1993 |
| Weiher im Gewann Berg           | BW   | 81180470010 | Löchgau      | ⊙        | 0,1           | 2. Apr. 1993 |
| Legende für Naturdenkmal        |      |             |              |          |               |              |

## Einzelgebilde (END)
| Name                     | Bild | Kennung     | Einzelheiten | Position | Fläche Hektar | Datum        |
| ------------------------ | ---- | ----------- | ------------ | -------- | ------------- | ------------ |
| 1 Bergulme               | BW   | 81180470001 | Löchgau      | ⊙        | 0,0           | 7. Juli 1989 |
| 1 Buche                  | BW   | 81180470006 | Löchgau      | ⊙        | 0,0           | 7. Juli 1989 |
| 1 Mostbirnbaum           | BW   | 81180470007 | Löchgau      | ⊙        | 0,0           | 7. Juli 1989 |
| 1 Mostbirnbaum           | BW   | 81180470008 | Löchgau      | ⊙        | 0,0           | 7. Juli 1989 |
| 1 Stieleiche             | BW   | 81180470004 | Löchgau      | ⊙        | 0,0           | 7. Juli 1989 |
| Legende für Naturdenkmal |      |             |              |          |               |              |